# Oedothorax subniger
Oedothorax subniger là một loài nhện trong họ Linyphiidae.
Loài này thuộc chi Oedothorax. Oedothorax subniger được Friedrich Wilhelm Bösenberg miêu tả năm 1902.